# Баяран
Баяра́н (рос. Баяран) — присілок у складі Ярського району Удмуртії, Росія.
В 1960-их роках присілок був центром Баяранської сільської ради.

## Населення
Населення — 92 особи (2010, 140 у 2002).
Національний склад станом на 2002 рік:
- удмурти — 94 %